# Черкасский округ (область Войска Донского)

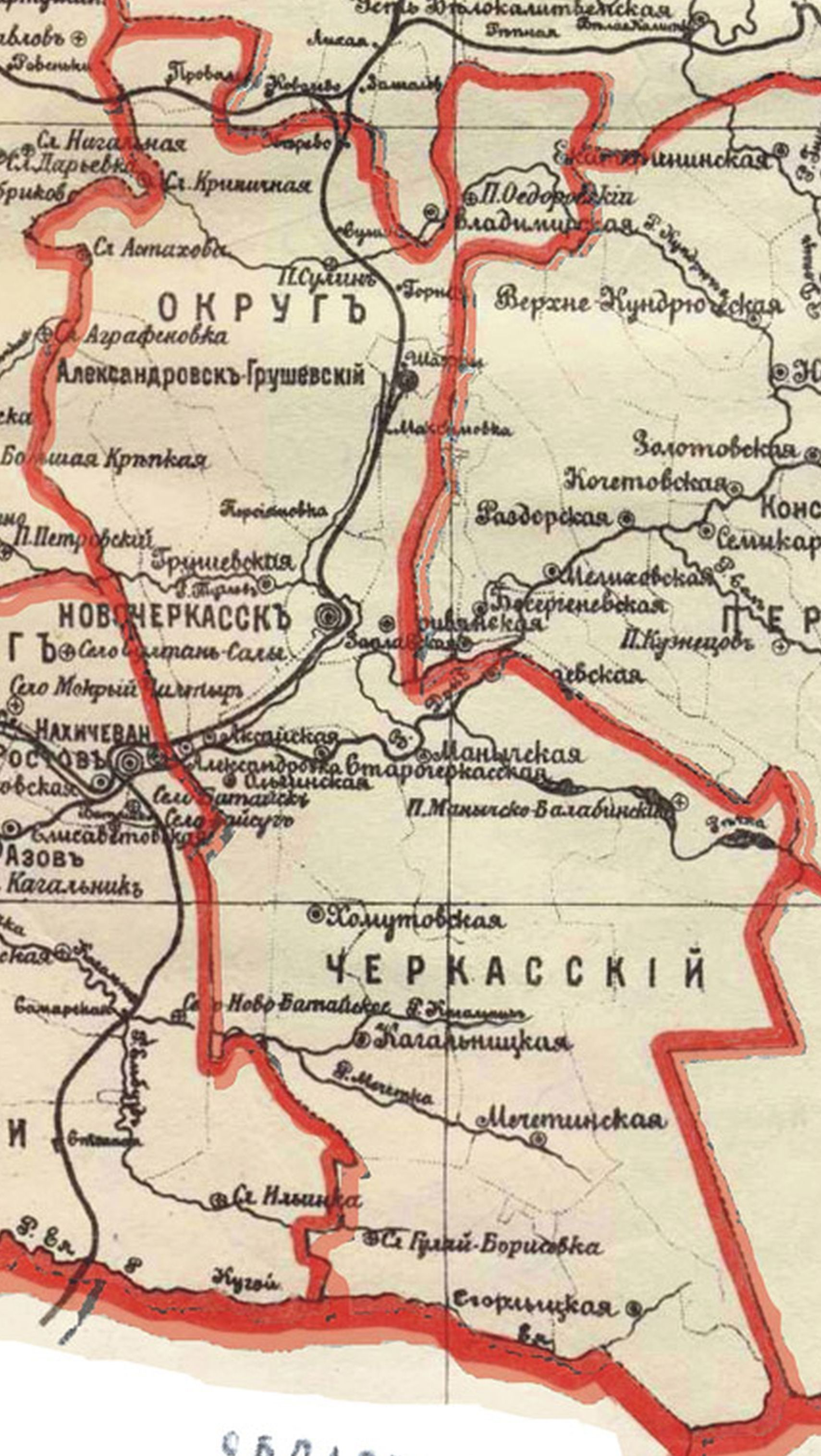
Черкасский округ

Черка́сский округ — административная единица в области Войска Донского Российской империи; окружное управление было в областном центре — городе Новочеркасск.
Расположен по нижнему течению Дона и впадающего в последний с левой стороны Маныча; занимает площадь в 9849 вёрст² или 1 015 693 десятины.

## История
Сведения о Черкасском округе были опубликованы в труде А. Г. Гривина «Записка о населенных местах Черкасского округа за 1871 год» (Труды Областного войска Донского статистического комитета. Выпуск № 2. Новочеркасск, 1874).

 Черкасский округ рекой Доном разделяется на две части. Одна часть, по правую сторону Дона, представляет гористую, пересеченную крутыми балками и оврагами местность; другая — левая сторона, имеет вид ровной, волнообразной поверхности, пересеченной неглубокими балками и покрытой по местам невысокими курганами, имеющими вид насыпных; эта сторона правильно начала заселяться только с 1809 года; с этого времени удобства степей задонских делались все более и более известными и начали привлекать многих даже из отдаленных губерний. Первыми переселенцами на задонские степи являются казаки, а за ними, по желанию помещиков, крестьяне и за тем уже иногородние разного звания. Казаки живут на казачьих юртах, временно-обязанные крестьяне на земле владельцев и иногородние на участках чиновников. Владельческая земля подразделяется на крестьянские наделы, составляющие собственность крестьян, и потомственные дачи помещиков; кроме того чиновникам нарезаны участки, обращенные в 1870 году в потомственную собственность, поэтому в задонье Черкасского округа явилось 4 разряда земельной собственности: земли казачьи, крестьянские, владельческие и чиновничьи.

В 1897 году население округа составляло 240 222 человек, в том числе русские — 189 642, украинцы — 45 350.
К началу XX века область Войска Донского состояла из 9 округов: 1-го Донского, 2-го Донского, Донецкого, Усть-Медведицкого, Хоперского, Черкасского, Ростовского, Сальского и Таганрогского.
Казаки округа служили в следующих частях: Лёгкая кавалерия — Л.Гв.казачий полк, 7-й Донской войскового атамана Денисова полк, 24-й, 41-й, 16-й Донской генерала Грекова 8-го полк, 33-й, 50-й, Конная артиллерия — 6 Л.Гв батарея, 1-я, 8-я, 15-я Донские казачьи батареи,
В 1918 году из частей Усть-Медведицкого, Донецкого и Хоперского округов был образован Верхне-Донской.

### Современное состояние
На территории бывшего Черкасского округа Области войска Донского сейчас располагаются территории городов Новочеркасск, Новошахтинск, Шахты, Зверево, Гуково, Аксайский, Багаевский, Весёловский, Егорлыкский, Зерноградский, Кагальницкий, Красносулинский, Октябрьский, Усть-Донецкий районы и микрорайон Александровка Ростова-на-Дону.

## Административное деление
В 1871 году Черкаский округ по административному управлению разделялся на 15 казачьих станиц и 4 крестьянские волости:

### Станицы
- Верхняя Новочеркасская
- Средняя Новочеркасская
- Нижняя Новочеркасская
- Аксайская
- Александровская
- Гниловская
- Грушевская
- Егорлыкская
- Елизаветовская
- Кагальницкая
- Кривянская
- Манычская
- Мечётинская
- Ольгинская (Махинская)
- Сретенская (до 1777 года — Роговская)
- Старочеркасская

### Волости
- Гуляй-Борисовская
- Манычско-Балабинская
- Сулиновская
- Фёдоровская

Решением Военного Совета от 25 августа 1876 года три Новочеркасские станицы преобразовали в две станицы: Средняя станица стала называться Первой, а Верхняя и Нижняя — Второй. В 1889 году обе станицы реорганизованы в одну — Новочеркасскую станицу.
В 1913 году в состав округа входили 16 станиц и 4 волости:
| - Аксайская — станица Аксайская, 1570, при р. Дон правый берег, 9 хуторов - Александровская — станица Александровская, 1776, при р. Дон, правый берег - Багаевская — станица Багаевская, 1648, при р. Дон, левый берег - Бесергеневская — станица Бессергеневская, 1673, при р. Аксае - Гуляй-Борисовская волость — сл. Гуляй-Борисовка, 1897, при р. Большой-Эльбузде - Егорлыцкая — станица Егорлыкская, 1809, при р. Егорлыке - Заплавская — станица Заплавская, 1778, при р. Тубе - Кагальницкая — станица Кагальницкая, 1809, при р. Кагальнике - Кривянская — станица Кривянская, 1778, при рр. Аксае и Тузлове | - Манычская — станица Манычская, 1593, при рр. Маныче и Доне - Маныческо-Балабинская волость — селение Маныческо-Балабинское, 1802, при р. Маныче - Мелеховская — станица Мелеховская, 1594, при р. Доне - Мечётинская — станица Мечётинская, 1809, при балке Мечётке, 2 хутора - Новочеркасская — город Новочеркасск, 1805, при рр. Аксае и Тузлове, 15 хуторов - Ольгинская — станица Ольгинская, 1809, при р. Сухой-Махине - Старочеркасская — станица Старочеркасская, 1570, при р. Доне, 5 хуторов - Сулиновская волость — пос. Сулин, 1797, при р. Кундрючье - Федоровская волость — пос. Больше-Фёдоровский, 1751, при р. Кундрючье |

В 1918 году в составе округа упоминаются новые станицы:
- Владимировская — станица Владимировская, 1850, при р. Кундрючье, 2 хутора
- Хомутовская — станица Хомутовская, 1842, при балке Мокрый-Батай
- Алексеевская волость

Станицы Елизаветовская и Гниловская перешли в Ростовский округ.